# 里崎智也
里崎 智也（さとざき ともや、1976年5月20日 - ）は、徳島県鳴門市出身の元プロ野球選手（捕手、右投右打）、野球評論家、タレント、YouTuber。
ビックリマン終身名誉PR大使。愛称は「サト」。所属事務所はレプロエンタテインメント。血液型はA型。
現役時代はロッテの正捕手としてリーグ優勝1回、日本一2回、日本代表では2006 ワールド・ベースボール・クラシック（WBC）優勝に貢献。同大会では正捕手として大会優勝に貢献した。
戸籍上の本名は「里﨑 智也（読み同じ）」だが、自身は20歳になるまでこのことを知らなかった。ただし「﨑」の字を使うと字画が一つ多くなるため、本人は「崎」の字を一生使い続けていくという。

## 経歴

### プロ入り前
鳴門市大津西小学校2年生の時に野球を始め、鳴門市第一中学校では軟式野球部に所属した。鳴門市立鳴門工業高等学校（現：徳島県立鳴門渦潮高等学校）に進学し、2年夏には川上憲伸を擁する徳島県立徳島商業高等学校と対戦したが、チームは延長戦の末敗れた（徳島商とは1年秋の公式戦を含め2度対戦しているが、ともに敗戦）。3年時にはキャプテンを務め、3年夏の最後の公式戦は県大会3回戦でコールド負けを喫した。
因みに里崎は、自分がチームを選ぶ方針は強いかどうかよりも出場機会を得られるかどうかだとする意見を、引退後に公表している。
高校卒業後は、18歳から仕事をしたくないという理由から、首都大学野球連盟所属の帝京大学に入学。元々の志望校は駒澤大学であったが、同学年の城島健司（別府大学附属高等学校）が駒澤大に進学するという情報を聞き、同大学に進学しても試合に出られない可能性を踏まえ、志望校を帝京大学に変更した。なお、城島健司は福岡ダイエーホークスからの強行指名を受けプロ入りしたため、駒澤大には進学しなかった。また、大学卒業後は高校野球の指導者を目指しており、教職課程も履修していたが自身がプロから注目され始めたことで監督から教職課程を諦め野球部の練習に集中して欲しいと言われ、高校教員を諦めている。大学では当初、打撃を生かして指名打者として出場し、3年秋から捕手のレギュラーとなる。同期の愛敬尚史とバッテリーを組み、3年秋にはチーム22季ぶりの優勝に貢献し、明治神宮野球大会に出場すると初戦敗退ながら本塁打を放つ。2年春に4試合連続本塁打のリーグタイ記録を樹立。リーグ戦通算69試合出場、235打数69安打、打率.294、12本塁打、48打点。ベストナイン3回受賞。
1998年のドラフト会議において、千葉ロッテマリーンズから2位指名され、入団した。背番号は22。この当時のドラフト会議は逆指名制度が導入されていたので、上位候補であれば、選手と球団双方が相思相愛であれば、自身が希望する球団に事実上入団することが可能だった。里崎は先述の大学進学時と同様、事前に各球団の捕手事情を調査し、ヤクルトスワローズは古田敦也、横浜ベイスターズは谷繁元信がそれぞれ活躍していたことから、この2球団は試合に出場出来る機会が少なくなると判断。逆に一番早く活躍の機会が得られるのが千葉ロッテマリーンズだったので同球団を選択したことを後年明らかにしている。

### ロッテ時代

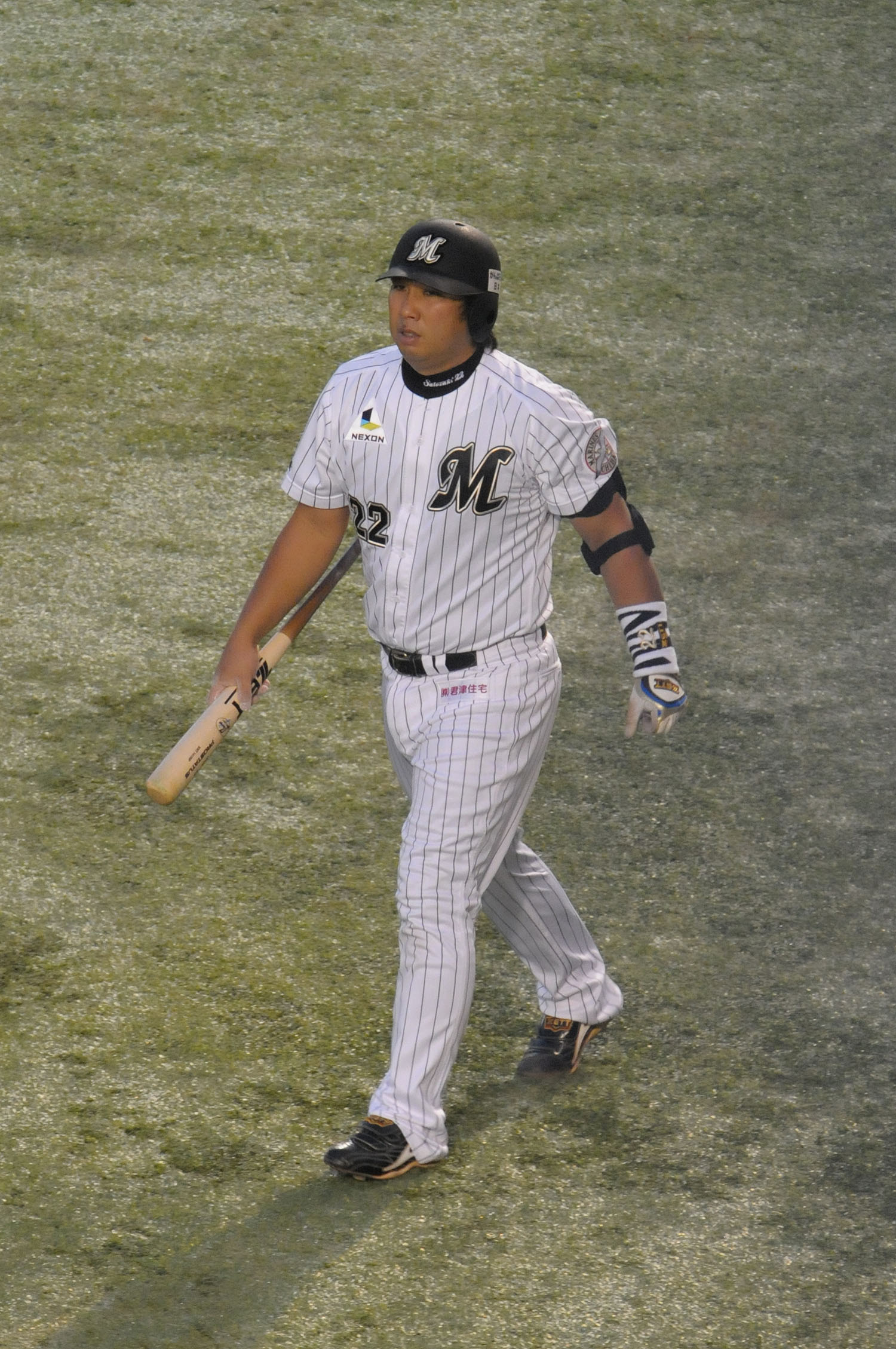
2011年8月6日 QVCマリンフィールド

1999年、8月に左尺骨茎状突起（左手首）を骨折した。2度の手術後長期のリハビリが必要となり、公式戦の出場はなかった。
2000年、4月6日の対西武ライオンズ戦にてプロ初先発初出場を果たす。なおこの試合では7回裏に石井貴から左翼へ適時二塁打を放ち初安打初打点も記録した。
2001年、公式戦出場はわずか9試合に終わったが、フレッシュオールスターゲームに出場し1本塁打3打点を挙げるなどの活躍をし、MVPに選出された。
2002年、清水将海に代わる正捕手の座を橋本将などと争い、開幕から暫くマスクを任された。4月3日の対福岡ダイエーホークス戦にて山田秋親からプロ初本塁打を放った。しかし、同年放った安打はこの本塁打のみで、公式戦出場は12試合に終わり目立った活躍はできなかった。
2003年、5月4日の対ダイエー戦の延長11回表、3対3の同点の場面でロッテ監督の山本功児は清水将海の代打に井上純を送る。直後、ダイエー監督の王貞治が左投手の渡辺正和を出したので、山本は里崎を代打に送る。ここで里崎は期待に応え、決勝適時三塁打を放った。実は前日に祖母を亡くし、告別式を欠席してまでの出場だった。里崎はヒーローインタビューで涙を流した。ウイニングボールは祖母の墓前に手向けられた（このエピソードは2004年3月20日に放送された『徳光&所のスポーツえらい人グランプリPart19』（日本テレビ）でドキュメンタリー形式にて取り上げられた）。それ以後、規定打席未到達ながら打率.319、本塁打8本の成績を残すなど活躍し一軍定着を果たした。
2004年、監督にボビー・バレンタインが就任した同年は正捕手の座を確実視されたが、4月に左膝の半月板を損傷し約80%を切除する手術を行ったため、61試合の出場に終わった。
2005年、橋本将との併用で活躍した。基本的に相手先発投手が左投げなら里崎、右投げなら橋本だったが、右投げ投手が先発の場合でも出場することがあった。4月27日の対西武戦ではプロ入り初の4番打者に抜擢されるなど、チームの躍進に攻守にわたって大きく貢献した。福岡ソフトバンクホークスとのプレーオフ2ndステージでは、第5戦（ヤフードーム）の八回表に1対2の1点ビハインドの場面から逆転適時二塁打を打ったほか、第1戦では同年沢村賞の杉内俊哉、第4戦でも和田毅から本塁打を放つなど大舞台に強いところを存分に示した。日本シリーズでも阪神タイガースを相手に活躍し、日本一に貢献した。
2006年は4月26日にWBCでの活躍が評価され、出身地の徳島県から特別功労賞が贈られた。5月2日の対ソフトバンク戦ではNPBタイ記録の5打席連続三振を喫した。6打席目は安打を放ち記録更新は免れた。また、オールスターゲームに初のファン投票（捕手）での選出（2005年にも監督推薦で出場）。高校時代1本も安打を打てなかった同郷の川上憲伸から初安打となるソロ本塁打を放った。この年、橋本将の故障と不調もあり正捕手に座った。球団としては1985年の袴田英利以来、捕手として21年ぶりの規定打席に到達し（球団名がマリーンズに変更されてからは初）、ゴールデングラブ賞とベストナインにも選出された。また、11月には日米野球にも出場した。
2007年、バレンタイン監督より主将に任命される（ユニフォームにも四芒星の中に「C」入りのキャプテンマークが付いた。位置は左腕のペットマークパッチ直上）。この年も規定打席に到達し、自己最多となる75打点を記録。クライマックスシリーズでも活躍した。また、2年連続でゴールデングラブ賞とベストナインを受賞。北京オリンピックアジア予選日本代表メンバーに選出され、台湾で行われた最終予選の第3戦の対台湾戦に先発フル出場した。
2008年、前半戦で早くも故障してチームを離脱し、さらに同じ時期に他の捕手も故障したため、チームは大きく低迷した。復帰後もけがの影響で本調子ではなく、打撃で復活を果たした橋本将とは対照的に打率も下げ、規定打席にも届かなかった。
2009年、8月2日の対東北楽天ゴールデンイーグルス戦でトッド・リンデンと一触即発の状態となる。発端は3回表の胸元への投球にリンデンが挑発行為を行い、6回表の次打席でリンデンがバントの構えから引いたバットが、里崎のマスクをかすめ、それをリンデンが謝罪しなかったことにより報復行為とみなされたことである。両選手の争いはベンチより選手・コーチらが飛び出し両チームを巻き込むものへと発展したが、幸い乱闘騒ぎが起こるようなことはなかった。しかし延長11回裏に今度は里崎の頭部付近への投球があり、次打者福浦和也の頭部への死球により有銘兼久が危険球退場になるなど、禍根を残した。打率をさらに下げてしまったものの橋本の不調もあり正捕手に復帰。規定打席に到達したほか、リーグトップの盗塁阻止率.382も記録。
2010年、自らの故障や守備面での的場直樹の高評価もあり、出場機会が前年より減った。守備では盗塁阻止率が前年の38％から17％へ急落。打撃面では10本塁打を放ち6年連続2桁本塁打を記録したが、ケガによる欠場が多く78試合の出場に終わった。それでもクライマックスシリーズ1stステージに合わせて復帰すると、第1戦では同点適時打、第2戦では同点ソロ本塁打をいずれもビハインドの9回に放ち、抜群の勝負強さを見せつけた。またファイナルステージ進出に際し「史上最大の下克上を見せる!」と発言。レギュラーシーズン3位からの日本シリーズ制覇はメディアにおいて"史上最大の下克上"と用いられるようになった。なお日本シリーズでは左肩にガングリオンができたことを隠しながらプレーしていた。
2011年、同年から導入された統一球の影響もあり打撃成績が大幅に下降してしまい、109試合に出場したものの打率.222、本塁打はわずか5本に終わり7年ぶりに2桁に届かず、打点も25打点で前年を下回ったが、盗塁阻止率は前年の17％から25％まで改善した。
2012年、7月4日の対楽天戦で、3回裏に美馬学からプロ通算100号本塁打を放つ。なお、ロッテの生え抜き捕手で100号本塁打は里崎が初。同年は正捕手の座を取り戻し120試合に出場し、盗塁阻止率も前年の25％から30％に上昇した。わずかに7打席不足して規定打席には届かなかったもののチーム2位の9本塁打を記録した。11月に元看護師の一般人女性と結婚していたことが2014年の現役引退時に公表されている。
2013年、故障の影響で開幕を二軍で迎え、シーズン中盤戦の6月21日に一軍登録される。8月14日の対楽天戦では1号となるサヨナラ本塁打を放った。しかし、開幕から出遅れたことや一軍昇格後も度重なる故障に泣かされ、わずか48試合の出場でシーズンを終えた。
2014年、開幕戦の3月28日の対ソフトバンク戦で8番・捕手で出場。7月には双子の男児が産まれた。しかし左膝が回復せず、9月11日に現役引退を発表。同月28日の対オリックス戦（QVCマリンフィールド）に引退試合として、プロ入り初の1番・指名打者で出場、本塁打を打てば捕手では史上初となる全打順本塁打達成だったが、2打席で2三振に終わり達成ならず、この後3打席目にデスパイネが代打に送られ、試合から退いた。12月2日、自由契約公示された。

### 現役引退後
2015年1月、千葉ロッテマリーンズのスペシャルアドバイザーに就任。同年よりニッポン放送、千葉テレビ、TBSニュースバード→日テレNEWS24・BS日テレ（ロッテ球団制作の中継）、日刊スポーツの野球解説者に就任する。2月より『芹澤信雄のゴルフアカデミー』（WOWOW）に出演中。4月よりレギュラー番組『The BAY☆LINE』の月曜パーソナリティをきゃんひとみ（BAY LINE GO!GO!から続投）と共に担当。
同年6月、芸能事務所「レプロエンタテインメント」に所属したことを発表。
2019年2月、パナソニック野球部の臨時コーチに就任。
同年3月26日、自身のYouTubeチャンネル「Satozaki Channel」を開設し、YouTuberとしても活動していく旨を語った動画を投稿した。もともとは4月1日がビックリマンチョコの日であり、そのプロモーションの一環として開設したもので、4月22日の投稿で一旦終了となったがチャンネルはそのまま残していた。その後、8月7日よりアシスタントにフリーアナウンサーの袴田彩会を迎え入れて再始動している。
ほぼ毎日、日によって2本動画を投稿する投稿頻度は他の球界OBにはない特徴で、YouTuberとして成功した要因と言える。
本人によると、「現役引退後にプロ野球の指導者を目指そうと思ったことは一度もない」という。
2024年3月21日、自身のYouTubeチャンネルで2024年3月末日で千葉ロッテマリーンズのスペシャルアドバイザーを退任することを発表した。退任理由については里崎自身は野球チームの運営指導ではなく裏方の営業としてのアドバイザー参加であったが、コロナによる活動低下と社長交代に伴い継続的な活動が出来ない状況であったと話している。

## 代表経歴

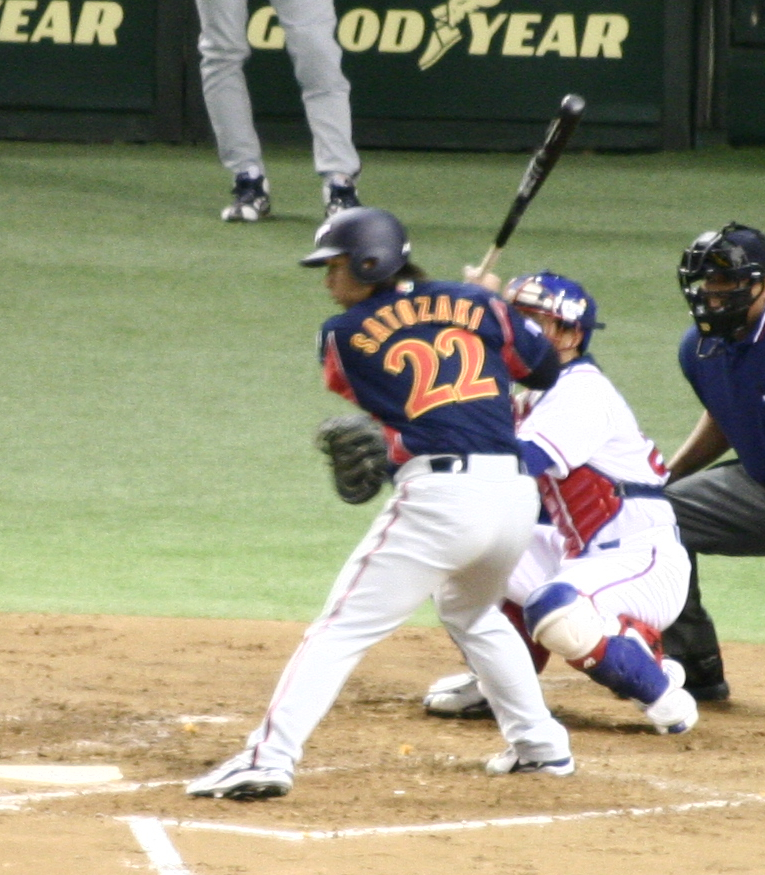
WBC2006日本代表での里崎

2006年は開幕前の3月に開催された2006 ワールド・ベースボール・クラシック（WBC）の日本代表に選出された。正捕手として出場し、22打数9安打で打率.409、1本塁打、5打点を記録し優勝に貢献。ラッキーボーイとして知名度を上げた。大会ベストナイン（捕手部門）にも選出された。
2008年は北京オリンピック野球日本代表に選ばれたが、打率.071、1安打に終わった。

## 選手としての特徴

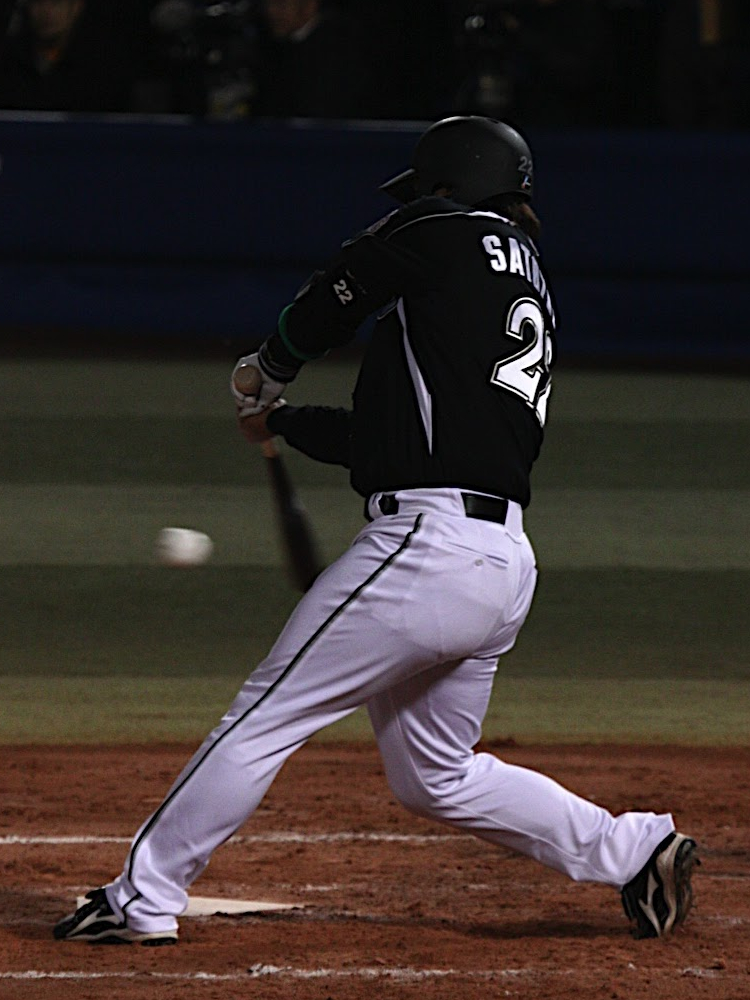
里崎のスイング（2010年）

### 打撃
確実性には欠けるが、極端なアッパースイングから狙い球をしぼって広角に長打を放つ。その持ち前の長打力を生かし、正捕手に定着した2005年から2010年にかけて6年連続2桁本塁打を記録し、2012年にはロッテの生え抜き捕手として初のプロ入り通算100号本塁打を達成した。
また満塁の場面に強く、交流戦では2005年より3年連続で満塁本塁打を放っている。それも2006年、2007年はともに雨中の神宮球場での二死からの満塁逆転弾だった。ヒーローインタビューでもこの点について触れられ、「特に雨が降る満塁の神宮は縁起が良いみたいです」とコメントした。2008年は交流戦では満塁弾はなかったものの、レギュラーシーズンでは満塁弾を放った試合があり、4年連続で満塁本塁打を放った。現在、ロッテで4年連続で満塁本塁打を放った選手は里崎のみである。
引退に際してのインタビューでは、自身のバッティングを「当たるも八卦、当たらぬも八卦のヤマ張りバッティング」と評し、「チームの勝利にかかわる、重要な場面でしっかりと打てるバッター」であることを追求していたと振り返っている。
もっとも、里崎自身は2016年の評論で「私の現役時代で言えば、試合中『10』のうち『9』は守りのことで頭がいっぱいだった。打席がまわるイニングだけ一瞬打つことを考える程度だった気がする」と吐露している。
本人曰く、現役を通して一番鮮明に記憶に残る苦手投手はライアン・グリン（楽天・日本ハム・横浜）であり、「タイミングが合わない、対処法もない」と感じるほどに通算でも全くと言っていいほど打てた記憶がなく、横浜に移籍してパ・リーグから居なくなると聞いた時に心底喜んだという。通算の対戦成績は38打数3安打で、里崎はグリンのことを「一番の天才だと思うピッチャー」と評している。

### 守備
パスボールの少なさと内角を執拗に突くリードを持ち味とする。遠投120メートルと地肩は強く、送球はシュート回転することが多いものの、谷繁元信の下半身の動きを手本として上達したという。捕球してから送球するまでの動作が非常に素早いため盗塁阻止率が高く、2005年と2009年にはリーグトップの盗塁阻止率を記録した。
1000試合以上出場した捕手では日本プロ野球最少となる通算捕逸19個（1018試合の守備出場）という記録を持つが、本人はそれについて「特別なこととは思っていません」「自分でサインを出しているんだから捕球するのは当たり前。サインミスなら仕方ないですが、僕からすれば19個でも多いくらい」と述べている。2016年の自身の評論では「(NPBの一軍の捕手なら)自分でサインを出してパスボールを年間3～4個以上やっているようでは捕手としてはアウト」との立場を示している。
柔軟な足首や股関節は、高校時代まで正座してちゃぶ台に向かって食事を行い、トイレは和式を使っていた生育環境で培った面もあると、元豊ノ島との対談で分析している。

## 人物
明るい性格の持ち主。ファンサービスに熱心であり、現役時代は本拠地での試合後に球場付近のステージで、歌唱パフォーマンスを度々披露していた。その人柄から応援団は作成した里崎の応援歌の歌詞に「歌え」、「踊れ」という異例のフレーズを使用していた。2014年の里崎の引退試合後は、現役最後のリサイタルを開催。集まった5500人のファンの前でチームの球団歌やSMAPの「ありがとう」などを熱唱し、締めくくった。
セルジオ越後を、忖度の無い解説ができるスポーツ解説者として純粋に尊敬しており、「俺セルジオ越後さん一番大好きだもん」「（サッカーの評論は）セルジオさんの評論だけ見ている」とのこと。
用具についてはゼットとアドバイザリー契約を交わしており、現役引退後も契約を継続している。本人曰く「キャッチャーミットは人生で一度しか買ったことがない」「（ゼットとは）大学2年時に用具提供の話をもらってからの関係で、自分の性分的に複数のメーカーの製品を使い分けるのが嫌なので、以後着用するものは全てゼット製品にしている」という。

## 野球論
- 自ら「守備面も考慮して年俸を査定してもらえる」という下心で捕手を行っていたと公言する一方で、「高い年俸を貰えない捕手は、打てないから」「打つ捕手はえげつなく貰ってる」「打たなかったらどんなに守備上手くても貰えない」と主張しており、「『捕手は打てなくていい』は甘え」という考えを持つ[39]。複数捕手制のチームは、打撃に優れた捕手がいないためそうせざるを得ないのが本音だとしている[30]。もっとも里崎自身「打つけど守れない捕手」よりは「打てないけど守れる捕手」の方を自分なら優先するとの立場を示しており、捕手の守備を軽視しているわけではない[30]。
- 里崎自身はバッテリーというものについて「捕手は料理人、投手は食材」「投手という素材が良ければ捕手は余計なことをする必要が無い」「上等な大間のマグロが来たら、切って刺身にすればいい」と形容している。そのようなことから「結果が良くても悪くても投手の責任」という持論を持つ[39]。
- 2023年の甲子園大会シーズン中に高校球児達に対して「今できること（練習方法・栄養補給メニューなど）は30年前にできない」「『怪我するかもしれない』と思って練習しなかったら下手くそは下手くそのまま」「一流は質と量を兼ね備えた練習をやっている」とメッセージを贈っている[46]。

## 詳細情報

### 年度別打撃成績
| 年 度      | 球 団      | 試 合 | 打 席 | 打 数 | 得 点 | 安 打 | 二 塁 打 | 三 塁 打 | 本 塁 打 | 塁 打 | 打 点 | 盗 塁 | 盗 塁 死 | 犠 打 | 犠 飛 | 四 球 | 敬 遠 | 死 球 | 三 振 | 併 殺 打 | 打 率 | 出 塁 率 | 長 打 率 | O P S |
| ---------- | ---------- | ----- | ----- | ----- | ----- | ----- | -------- | -------- | -------- | ----- | ----- | ----- | -------- | ----- | ----- | ----- | ----- | ----- | ----- | -------- | ----- | -------- | -------- | ----- |
| 2000       | ロッテ     | 4     | 7     | 7     | 2     | 3     | 2        | 0        | 0        | 5     | 1     | 0     | 0        | 0     | 0     | 0     | 0     | 0     | 2     | 1        | .429  | .429     | .714     | 1.143 |
| 2001       | ロッテ     | 9     | 19    | 18    | 0     | 5     | 0        | 1        | 0        | 7     | 5     | 0     | 0        | 0     | 0     | 1     | 0     | 0     | 6     | 0        | .278  | .316     | .389     | .705  |
| 2002       | ロッテ     | 12    | 25    | 23    | 1     | 1     | 0        | 0        | 1        | 4     | 1     | 0     | 0        | 0     | 0     | 2     | 0     | 0     | 9     | 0        | .043  | .120     | .174     | .294  |
| 2003       | ロッテ     | 78    | 253   | 213   | 28    | 68    | 13       | 2        | 8        | 109   | 39    | 0     | 1        | 6     | 5     | 22    | 2     | 7     | 45    | 4        | .319  | .393     | .512     | .904  |
| 2004       | ロッテ     | 61    | 195   | 174   | 20    | 37    | 7        | 0        | 6        | 62    | 19    | 0     | 0        | 3     | 1     | 17    | 1     | 0     | 41    | 3        | .213  | .281     | .356     | .638  |
| 2005       | ロッテ     | 94    | 333   | 297   | 40    | 90    | 19       | 2        | 10       | 143   | 52    | 1     | 0        | 6     | 2     | 25    | 0     | 3     | 74    | 7        | .303  | .361     | .481     | .842  |
| 2006       | ロッテ     | 116   | 449   | 382   | 50    | 101   | 23       | 1        | 17       | 177   | 56    | 2     | 1        | 8     | 5     | 45    | 3     | 9     | 95    | 7        | .264  | .351     | .463     | .815  |
| 2007       | ロッテ     | 127   | 528   | 477   | 56    | 129   | 27       | 3        | 14       | 204   | 75    | 1     | 0        | 4     | 6     | 36    | 1     | 5     | 109   | 4        | .270  | .324     | .428     | .752  |
| 2008       | ロッテ     | 92    | 381   | 330   | 54    | 86    | 8        | 0        | 15       | 139   | 45    | 1     | 1        | 2     | 2     | 44    | 2     | 3     | 92    | 8        | .261  | .351     | .421     | .772  |
| 2009       | ロッテ     | 124   | 479   | 414   | 39    | 97    | 22       | 1        | 10       | 151   | 49    | 0     | 2        | 5     | 5     | 49    | 2     | 6     | 121   | 7        | .234  | .321     | .365     | .686  |
| 2010       | ロッテ     | 78    | 295   | 247   | 40    | 65    | 10       | 0        | 10       | 105   | 29    | 1     | 0        | 2     | 1     | 40    | 1     | 5     | 91    | 8        | .263  | .375     | .425     | .800  |
| 2011       | ロッテ     | 109   | 397   | 338   | 28    | 75    | 8        | 1        | 5        | 100   | 25    | 0     | 1        | 12    | 4     | 40    | 0     | 3     | 91    | 7        | .222  | .306     | .296     | .606  |
| 2012       | ロッテ     | 120   | 439   | 385   | 35    | 94    | 12       | 0        | 9        | 133   | 41    | 0     | 1        | 14    | 3     | 33    | 2     | 4     | 80    | 11       | .244  | .308     | .345     | .653  |
| 2013       | ロッテ     | 48    | 157   | 134   | 13    | 30    | 4        | 0        | 3        | 43    | 17    | 0     | 0        | 3     | 4     | 11    | 1     | 5     | 35    | 5        | .224  | .299     | .321     | .620  |
| 2014       | ロッテ     | 17    | 41    | 37    | 3     | 9     | 2        | 0        | 0        | 11    | 4     | 0     | 0        | 0     | 0     | 3     | 0     | 1     | 6     | 1        | .243  | .317     | .297     | .614  |
| 通算：15年 | 通算：15年 | 1089  | 3998  | 3476  | 409   | 890   | 157      | 11       | 108      | 1393  | 458   | 6     | 7        | 65    | 38    | 368   | 15    | 51    | 897   | 73       | .256  | .333     | .401     | .737  |

### WBCでの打撃成績
| 年 度 | 代 表 | 試 合 | 打 席 | 打 数 | 得 点 | 安 打 | 二 塁 打 | 三 塁 打 | 本 塁 打 | 塁 打 | 打 点 | 盗 塁 | 盗 塁 死 | 犠 打 | 犠 飛 | 四 球 | 敬 遠 | 死 球 | 三 振 | 併 殺 打 | 打 率 | 出 塁 率 | 長 打 率 |
| ----- | ----- | ----- | ----- | ----- | ----- | ----- | -------- | -------- | -------- | ----- | ----- | ----- | -------- | ----- | ----- | ----- | ----- | ----- | ----- | -------- | ----- | -------- | -------- |
| 2006  | 日本  | 8     | 26    | 22    | 6     | 9     | 1        | 0        | 1        | 13    | 5     | 0     | 0        | 2     | 0     | 2     | 0     | 0     | 3     | 0        | .409  | .458     | .591     |

### オリンピックでの打撃成績
| 年 度 | 代 表 | 試 合 | 打 席 | 打 数 | 得 点 | 安 打 | 二 塁 打 | 三 塁 打 | 本 塁 打 | 塁 打 | 打 点 | 盗 塁 | 盗 塁 死 | 犠 打 | 犠 飛 | 四 球 | 敬 遠 | 死 球 | 三 振 | 併 殺 打 | 打 率 | 出 塁 率 | 長 打 率 |
| ----- | ----- | ----- | ----- | ----- | ----- | ----- | -------- | -------- | -------- | ----- | ----- | ----- | -------- | ----- | ----- | ----- | ----- | ----- | ----- | -------- | ----- | -------- | -------- |
| 2008  | 日本  | 4     | 14    | 14    | 0     | 1     | 0        | 0        | 0        | 1     | 0     | 0     | 0        | 0     | 0     | 0     | 0     | 0     | 6     | 0        | .071  | .071     | .071     |

### 年度別守備成績
| 年 度 | 球 団  | 捕手  | 捕手  | 捕手  | 捕手  | 捕手  | 捕手     | 捕手  | 捕手     | 捕手     | 捕手     | 捕手     |
| 年 度 | 球 団  | 試 合 | 刺 殺 | 補 殺 | 失 策 | 併 殺 | 守 備 率 | 捕 逸 | 企 図 数 | 許 盗 塁 | 盗 塁 刺 | 阻 止 率 |
| ----- | ------ | ----- | ----- | ----- | ----- | ----- | -------- | ----- | -------- | -------- | -------- | -------- |
| 2000  | ロッテ | 4     | 15    | 3     | 0     | 0     | 1.000    | 0     | 1        | 1        | 0        | .000     |
| 2001  | ロッテ | 8     | 23    | 2     | 2     | 0     | .926     | 0     | 2        | 2        | 0        | .000     |
| 2002  | ロッテ | 12    | 32    | 4     | 0     | 0     | 1.000    | 0     | 2        | 1        | 1        | .500     |
| 2003  | ロッテ | 69    | 386   | 34    | 2     | 8     | .995     | 3     | 48       | 30       | 18       | .375     |
| 2004  | ロッテ | 51    | 294   | 26    | 1     | 7     | .997     | 1     | 32       | 23       | 9        | .281     |
| 2005  | ロッテ | 89    | 500   | 31    | 3     | 5     | .994     | 1     | 35       | 21       | 14       | .400     |
| 2006  | ロッテ | 109   | 771   | 54    | 10    | 12    | .988     | 3     | 62       | 37       | 25       | .403     |
| 2007  | ロッテ | 125   | 802   | 68    | 10    | 8     | .989     | 1     | 71       | 49       | 22       | .310     |
| 2008  | ロッテ | 69    | 435   | 33    | 3     | 1     | .994     | 1     | 37       | 27       | 10       | .270     |
| 2009  | ロッテ | 122   | 826   | 68    | 7     | 11    | .992     | 3     | 89       | 55       | 34       | .382     |
| 2010  | ロッテ | 77    | 552   | 35    | 3     | 1     | .995     | 3     | 58       | 48       | 10       | .172     |
| 2011  | ロッテ | 104   | 614   | 59    | 5     | 6     | .993     | 2     | 82       | 61       | 21       | .256     |
| 2012  | ロッテ | 118   | 630   | 51    | 3     | 4     | .996     | 1     | 75       | 52       | 23       | .307     |
| 2013  | ロッテ | 46    | 256   | 19    | 0     | 1     | 1.000    | 1     | 17       | 14       | 3        | .176     |
| 2014  | ロッテ | 15    | 79    | 4     | 0     | 0     | 1.000    | 0     | 4        | 3        | 1        | .250     |
| 通算  | 通算   | 1018  | 6215  | 491   | 49    | 64    | .993     | 20    | 615      | 424      | 191      | .311     |

※2004年7月3日　対ダイエー16回戦（福岡ドーム）　5回裏から捕手で出場し、9回裏に一塁を守る（守備機会無し）
（捕手以外を守ったのはこの一塁手1試合のみ）
- 各年度の太字はリーグ最高
- 太字年はゴールデングラブ賞受賞

### 表彰
- ベストナイン：2回（捕手部門：2006年、2007年）
- ゴールデングラブ賞：2回（捕手部門：2006年、2007年）
- 最優秀バッテリー賞：2回（2005年 投手：渡辺俊介、2007年 投手：成瀬善久）※渡辺俊介とは同年齢で受賞したが、バッテリーが同年齢で受賞したケースはパ・リーグ初。
- クライマックスシリーズ・ファーストステージMVP：1回（2010年）
- クライマックスシリーズ第2ステージ敢闘賞：1回（2007年）
- フレッシュオールスターゲームMVP：1回（2001年）
- オールスターゲーム優秀選手賞：1回（2006年第1戦）
- オールスターゲーム・ベストバッター賞：1回（2010年第2戦）
- WBCベストナイン：1回（捕手部門：2006年）
- 千葉市市民栄誉賞（2006年）[47]

### 記録
初記録
- 初出場・初先発出場：2000年4月6日、対西武ライオンズ2回戦（千葉マリンスタジアム）、8番・捕手として先発出場
- 初安打・初打点：同上、7回裏に石井貴から左翼へ適時二塁打
- 初本塁打：2002年4月3日、対福岡ダイエーホークス3回戦（福岡ドーム）、3回表に山田秋親から左越ソロ
- 初盗塁：2005年8月17日、対西武ライオンズ15回戦（インボイスSEIBUドーム）、7回表に二盗（投手：松坂大輔、捕手：野田浩輔）

節目の記録
- 100本塁打：2012年7月4日、対東北楽天ゴールデンイーグルス9回戦（QVCマリンフィールド）、3回裏に美馬学から右越ソロ ※史上265人目
- 1000試合出場：2012年9月8日、対福岡ソフトバンクホークス23回戦（福岡 Yahoo! JAPANドーム）、7番・捕手として先発出場 ※史上456人目

その他記録
- 4年連続満塁本塁打：2005年 - 2008年[48]
- プレーオフ・CS通算11長打 ※パ・リーグ最多タイ[48]
- 1試合5三振：2006年5月2日、対福岡ソフトバンクホークス5回戦（福岡Yahoo! JAPANドーム） ※史上13人目（パ・リーグ6人目）全て空振り三振は史上2人目、パ・リーグ史上初[49]
- 通算20捕逸 ※1000試合以上出場捕手では藤井彰人と並ぶプロ野球最少タイ[50]。
- オールスターゲーム出場：7回（2005年 - 2007年、2009年 - 2012年）

### 背番号
- 22（1999年 - 2014年）

### 登場曲
- 「Be the one」BoA  (2005年 - 2014年)

### 代表歴
- 2006 ワールド・ベースボール・クラシック日本代表
- 2008年北京オリンピックの野球競技・日本代表

## 著作
単著
- 『非常識のすすめ』KADOKAWA、2015年3月。ISBN 978-4041027455。
- 『高校球児に伝えたい!プロでも間違うバッテリーの基本』東邦出版、2015年8月。ISBN 978-4809413247。
- 『エリートの倒し方 天才じゃなくても世界一になれた僕の思考術50』飛鳥新社、2017年3月。ISBN 978-4864105446。
- 『捕手異論 一流と二流をわける、プロの野球『眼』』カンゼン、2017年5月。ISBN 978-4862553492。
- 『勝者になるための84の提言』学研プラス、2018年8月。ISBN 978-4054066694。
- 『プロ野球の“常識"を疑え!』洋泉社、2018年12月。ISBN 978-4800315939。
- 『プロ野球 里崎白書 Satozaki Channel Archive』扶桑社、2020年3月。ISBN 978-4594084271。
- 『捕手的視点で勝つ 役立つキャッチャー思考・技術&他ポジション・攻撃への活用法』廣済堂出版、2020年6月。ISBN 978-4331522936。
- 『シンプル思考』集英社、2021年11月。ISBN 978-4087211931。
- 『YouTube『里崎チャンネル』はなぜ当たったのか 再び1億円プレイヤーになるまでにしたこと全部』徳間書店、2022年12月。ISBN 978-4198655204。

共著
- 『プロ野球解説者「無敵バッテリー」がゆく 野球の正論』徳間書店、2019年10月。ISBN 978-4198649371。（江本孟紀との共著）
- 『ゆけゆけ!「無敵バッテリー」 野球の超正論』徳間書店、2020年12月。ISBN 978-4198652159。（江本孟紀との共著）

## 出演

### テレビ
テレビ番組
- マリーンズナイター（千葉テレビ）※不定期での解説
- 捕手里崎智也のビジネス配球術（千葉テレビ）- 2016年1月16日 - 4月30日
- シューイチ（日本テレビ）※不定期出演のゲストコメンテーター
- 球辞苑 〜プロ野球が100倍楽しくなるキーワードたち〜（NHK BS1）※不定期出演のゲストコメンテーター
- 昼めし旅 〜あなたのご飯見せてください!〜（テレビ東京）※不定期的に数回出演
- グッド!モーニング（テレビ朝日）※火曜スポーツコメンテーター
- 里崎智也のゴルフ直球勝負!（千葉テレビ放送） - 2020年10月4日 -
- 相席食堂（朝日放送テレビ、2021年3月30日放送）- 兵庫県淡路島

テレビドラマ
- 八月は夜のバッティングセンターで。 第5話（2021年8月12日、テレビ東京） - 里崎智也（本人役）[51]

テレビアニメ
- ビックリメン 第4話（2023年10月26日、TOKYO MX） - さとやん 役[52]

### ラジオ
- The BAY☆LINE（bayfm）※月曜パーソナリティ、2015年4月6日 - 2022年3月28日
- ニッポン放送ショウアップナイター（ニッポン放送）※平日NRNと土・日曜JRN系列裏送り込み、2015年度より解説者
- 里崎智也と吉田尚記 今夜もオトパラ! フライデースペシャル（ニッポン放送）- 2016年9月30日 - 2017年3月24日
- 吉田尚記のコミパラ!with 里崎智也（ニッポン放送）- 2016年9月30日 - 2019年3月30日
- 里崎智也のスポーツ直球勝負!（ニッポン放送）- 2017年10月8日 - 2018年4月1日
- POWER BAY MORNING（bayfm）※月曜準レギュラー、2018年4月9日 - 2021年3月
- 高嶋ひでたけと里崎智也 サタデーバッテリートーク（ニッポン放送）- 2018年10月6日 - 2019年3月30日

### ウェブテレビ
- ABEMA バズ！パ・リーグ（2020年6月19日 - 、ABEMA）- 解説[53]
- ABEMAスポーツタイム（2023年7月9日 -、ABEMA） - コメンテーター（不定期）[54]

### 映画
- 野球部に花束を（2022年8月11日）[55]

### CM
- ロッテ
  - グリーンガム（2005年 - 2006年、ボビー・バレンタインやチームメイトとともに出演）
  - ガーナチョコレート（2006年、長澤まさみと西岡剛チームメイトとともに共演）
- 君津住宅（2006年6月 - 2010年からは成瀬善久と共演）
- ZETT 原寸.com（J SPORTSなどの野球中継内で放送）
- 写光レンタル販売
  - 透流水(と〜るすい)(千葉ロッテマリーンズの試合前などに放送)
- Vera&John無料版（2021年、ラジオCM）

### DVD
- 里崎智也 引退メモリアルDVD 最高で最上の日々〜16年間の軌跡〜（ポニーキャニオン）、2014年11月

### 舞台
- えい子とエイトのふしぎな休日!※コント集団「えいえい とー!」主催公演、元ニッポン放送アナウンサーの松本秀夫と共演 - 2018年1月20、21日

### ゲーム
- プロ野球スピリッツシリーズ（コナミデジタルエンタテインメント）- 解説として声の出演
  - プロ野球スピリッツ2019
  - プロ野球スピリッツA
  - eBASEBALLプロ野球スピリッツ2021 グランドスラム

## その他
- LUNA SEAのドラマーである真矢に似ていると言われることがあり、テレビ番組でも共演している[56]。
- MAJOR 2ndアニメ版で野球監修を行っている。